# المسجد المغربي (كابورتهالا)
المسجد المغربي بكابورتهالا (بالأردية: موریش مسجد، کپورتھلہ، بالإنجليزية: Moorish Mosque, Kapurthala، بالفرنسية: Mosquée maure de Kapurthala): في البنجاب الهندية، تم تصميمه على غرار جامع الكتيبة في مراكش بالمغرب.
بني المسجد بتكليف من قبل ماهاراجا جاغاتجيت سينغ، آخر حاكم لكابورتهالا. كانت مدينة كابورتهالا آنذاك عاصمة ولاية كابورتهالا، والمعروفة باسم "باريس الصغري في البنجاب"، كان المسجد واحدًا من أفضل المساجد في جنوب شرق آسيا. وهو نصب تذكاري محمي من قبل إدارة الآثار بولاية البنجاب.

## الموقع
يقع المسجد في كابورتهالا على بعد حوالي 21 كيلومتر (13 ميل) من جالاندهار.

## التاريخ
تم بناء المسجد من قبل ماهاراجا جاغاتجيت سينغ، والذي اشتهر بالأنشطة التنموية التي نفذها في ولاية كابورتهالا آنذاك. كان الماهاراجا السيخي الذي بناه؛ يؤمن بأهمية تلبية تطلعات رعاياه المسلمين عموما (حوالي 60٪). كان المسجد نتيجة جهده الطموح لتعزيز التكامل الاجتماعي بين شعبه، ويثبت ذلك حقيقة مفادها أنه لما أرسل إليه نائب الملك في الهند آنذاك رسالة؛ يسأله فيها عن التكاليف الباهظة المترتبة على بناء المسجد، رد الماهاراجا قائلا: "قد لا يكون فخامتكم على علم بأن 60 في المائة من السكان يشملون رعيتي من المسلمين الأوفياء. وأنسب شئ فقط أن يتم بناء أفضل مكان للعبادة في ولايتي لهم".
تم بناء المسجد وفقًا لتصميم المهندس المعماري الفرنسي مسيو م. مانتو، الذي صمم أيضًا قصر جاغاتجيت في المدينة. بدأ البناء في 1927 واكتمل في 1930، وبتكلفة 600 ألف روبية. تم افتتاح المسجد من قبل نواب صادق محمد خان الخامس، نواب مملكة بهاولبور. يذكر نقش في المسجد أيضًا أنه تم بناء المسجد خلال أربع سنوات.

## السمات
يعتبر التصميم المعماري للمسجد نسخة طبق الأصل من جامع الكتبية في مراكش بالمغرب.
من الناحية المعمارية، يعتبر المسجد أنيقًا للغاية، حيث تم بناؤه باستخدام أحجار الرخام. يكمن تفرده في حقيقة أنه على عكس المساجد الأخرى في الهند، تم بناؤه بدون أي قباب أو مآذن خارجية، ولكنه يحتوي على برج طويل في أحد طرفي المبنى. الساحة الداخلية للمسجد مرصوفة بالكامل بالرخام، ويتميز بتصميم فريد من نوعه.